# Halonympha congenita
Halonympha congenita is een tweekleppigensoort uit de familie van de Halonymphidae. De wetenschappelijke naam van de soort is voor het eerst geldig gepubliceerd in 1885 door E. A. Smith.